# Colmar (poire)
Le Colmar est une variété ancienne de poirier .

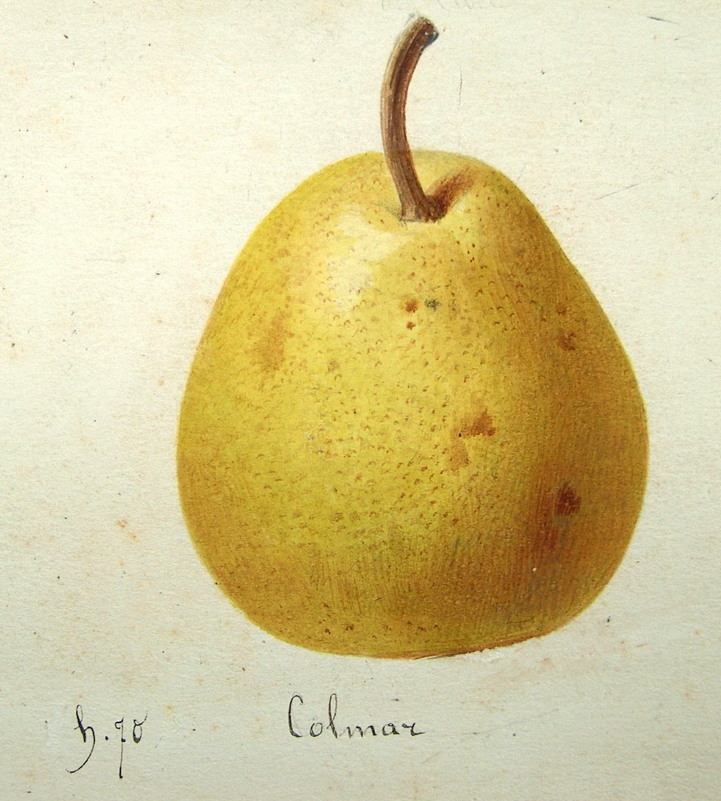
Colmar.

## Origine
André Leroy nous dit que La Quintinie, créateur des jardins du roi à Versailles, possédait déjà ce poirier avant 1687 et qu'il est probablement issu de Colmar ou des environs,.

## Synonymie
- Bergamote tardive
- Manne
- Incomparable
- Belle-et-Bonne d'hiver
- Monié d'Albret
- Colmar d'hiver[1]

## Description

### Arbre
Bois assez fort.
Rameaux nombreux, étalés gros, de longueur moyenne, peu coudés, vert brunâtre, ayant des lenticelles fines et abondantes et des coussinets presque nuls.
Yeux petits, ovoïdes, éloignés de l'écorce, à écailles mal soudées.
Feuilles peu nombreuses, ovales, faiblement dentées en scie sur leurs bords, munies d'un pétiole épais et long.
La fertilité est presque nulle en pyramide, satisfaisante en espalier à bonne exposition, jamais au nord.
Le développement de ce poirier est très vif et sa vigueur extrême. On le greffe sur franc ou sur cognassier.

### Fruit
Fruit moyen, chair mi-fine, sucrée, parfumée. La poire est bonne de janvier à mars. fertilité moyenne.